# Nichtehe
Eine Nichtehe (Nicht-Ehe) entsteht, wenn der Versuch einer Eheschließung infolge wesentlicher rechtlicher Mängel fehlgeschlagen ist. Dies ist nach gegenwärtiger Rechtslage in Deutschland nur dann der Fall, wenn die versuchte Eheschließung an mindestens einem der folgenden Mängel scheitert:
1. Die Ehe wurde nicht vor einem zur Eheschließung bereiten und berechtigten Standesbeamten geschlossen,
2. einer oder beide Verlobte geben keine bejahende Willenserklärung ab („Jawort“), die auf die Eingehung einer Ehe gerichtet ist, oder
3. einer der Eheschließenden ist ein Kind unter 16 Jahren (unwirksame Kinderehe seit 2017).

Nur in diesen Fällen kommt bei deutschem Ehestatut rechtlich von vornherein keine Ehe zustande. In allen übrigen Fällen, in denen der Akt der Eheschließung mit Rechtsmängeln behaftet war, liegt seit Abschaffung der Ehenichtigkeit in Deutschland (Eherechtsreform zum 1. Juli 1998) keine Nichtehe, sondern allenfalls eine aufhebbare Ehe vor, vgl. § 1314 Abs. 1 BGB.
Das vierte Wirksamkeitserfordernis, wonach die Eheschließenden zwingend Personen verschiedenen Geschlechts sein mussten, ist mit dem Beschluss des Bundestages zur gleichgeschlechtlichen Ehe vom 30. Juni 2017 obsolet geworden und mit Inkrafttreten des Gesetzes zur Öffnung der Ehe zum 1. Oktober 2017 entfallen.
Die Eheschließung vor einem Scheinstandesbeamten ist gültig, das heißt, wer öffentlich als Standesbeamter agiert und die Ehe in das Heiratsbuch einträgt, wird auch dann als Standesbeamter betrachtet, wenn er eigentlich nicht zur Vornahme der Amtshandlung berechtigt war (§ 1310 Abs. 2 BGB). Diese Regelung dient dem Schutz der Ehewilligen, die oft nicht nachprüfen können, ob der Beamte berechtigt ist. Auch die Bereitschaft des Standesbeamten, an der Eheschließung mitzuwirken, darf dieser nicht von willkürlichen Bedingungen oder persönlichen Vorlieben abhängig machen. Vielmehr ist der Beamte verpflichtet, die Trauung vorzunehmen, wenn die Voraussetzungen zur Eheschließung vorliegen; dagegen muss er seine Mitwirkung verweigern, wenn die geschlossene Ehe aufhebbar wäre (Absatz 1 derselben Vorschrift).
Die Frage, ob eine eheliche Verbindung als Nichtehe zu betrachten ist, spielt in der Praxis vor allem für im Ausland oder nach fremdem Recht eingegangene Ehen eine Rolle. Für Eheschließungen in Deutschland gilt der Grundsatz, dass die Ehe nur dann geschlossen werden darf, wenn sie auch nach dem Heimatrecht beider Gatten zulässig wäre. Für Eheschließungen im Ausland gilt die allgemeine Formkollisionsregel nach Artikel 11 Absatz 1 EGBGB, wonach die Einhaltung der am Ort der Eheschließung geltenden Formerfordernisse für die Anerkennung des Rechtsgeschäftes in Deutschland genügt. Die materiellen Eheschließungsvoraussetzungen müssen nach inländischem und fremdem Recht gegeben sein. Eheschließungen, die von einer Rechtsordnung als wirksam und von der anderen als unwirksam betrachtet werden, bezeichnet man als „hinkende Ehen“. Für die Beurteilung dieser Fälle in Deutschland ist grundsätzlich die deutsche Sicht maßgeblich.
Seit der Zulassung der kirchlichen Eheschließung ohne vorherige standesamtliche Trauung durch die zum 1. Januar 2009 in Kraft getretene Reform des Personenstandsgesetzes kann auch in diesen Fällen eine staatlicherseits nicht als Ehe anerkannte Verbindung entstehen, die von den Beteiligten gleichwohl als Ehe betrachtet wird. Im Unterschied zur Nichtehe hat in diesem Fall aber ein standesamtlicher Eheschließungsversuch gar nicht stattgefunden.
Seit Inkrafttreten des Gesetzes zur Bekämpfung von Kinderehen am 22. Juli 2017 ist eine Ehe auch dann unwirksam, wenn einer der Ehepartner bei der Eheschließung das 16. Lebensjahr noch nicht vollendet hat. Dies gilt auch für Ehen, die nach ausländischem Recht wirksam geschlossen werden. Eine solche Ehe braucht nicht mehr gerichtlich aufgehoben zu werden, sondern gilt automatisch als Nichtehe. Für Altfälle gibt es Übergangsvorschriften.